# Jsu Garcia
Jesus Garcia (Nova Iorque, 6 de outubro de 1963), mais conhecido como Jsu Garcia, é um ator norte-americano de teatro, cinema e televisão.

## Filmografia
- 1984 - A Nightmare on Elm Street
- 1985 - Gotcha!
- 1986 - Wildcats
- 1989 - Slaves of New York
- 1990 - Predator 2
- 1995 - Vampire in Brooklyn
- 1999 - Candyman: Day of the Dead
- 2000 - Traffic
- 2002 - We Were Soldiers
- 2002 - Collateral Damage
- 2003 - Klepto
- 2004 - After the Past
- 2004 - Along Came Polly
- 2005 - The Lost City
- 2005 - Sueño
- 2005 - Spiritual Warriors